# 設楽啓太
設楽 啓太（したら けいた、1991年12月18日 - ）は、日本の陸上競技選手。埼玉県大里郡寄居町出身。武蔵越生高等学校、東洋大学経済学部経済学科卒業。ロジスティード陸上部を経て西日本鉄道所属。
双子（二卵性双生児）であり、同じ東洋大学陸上競技部出身で同じ西日本鉄道に所属する設楽悠太は実弟にあたる。

## 来歴・人物
- 小学校6年の時に陸上を始める[1]。
- 宝物は家族で、好きな女性タレントは元AKB48の大島優子である[2]。
- 2歳上の姉がいる。
- 弟とは大学まで、また移籍して西日本鉄道で同じチームで活躍。
- 1年生ながら出場した全日本大学駅伝では1区を走り42分42秒と歴代5位の高タイムで区間賞を獲得し、2区の柏原竜二に繋いだがチームは3位になった。
- 2012年1月に開催された第88回東京箱根間往復大学駅伝競走で第2区を走る。各校のエースが集う2区で4位で襷を受け順位を1位に押し上げると、以降東洋大学は一度も順位を落とすことなく中継し、2年ぶり3度目の総合優勝を果たした[3]。同年の出雲全日本大学選抜駅伝競走では1区を走り8位、また全日本大学駅伝では2区を走り鎧坂哲哉の持つ区間記録である37分38秒に2秒及ばなかったものの区間3位となる好走をみせた[4]。2013年の箱根駅伝総合2位に終わった翌日の1月4日、早朝練習前のミーティングにて酒井俊幸駅伝監督に新主将に任命される。通常は1月下旬頃に新主将は発表されるものであって、この時期の任命は異例。
- 2013年2月17日に開催された第57回熊日30kmロードレースにおいて、1時間29分55秒で4位に入り、当時日本大学に在学していた清水将也の持つ1時間30分の学生記録を10年ぶりに更新する[5]。
- 2014年1月に開催された第90回東京箱根間往復大学駅伝競走では山登り5区を走った。初の5区挑戦であったが快走し、3区を走った弟の悠太と兄弟揃って区間賞を獲得（啓太自身は初の区間賞）。東洋大学は2年ぶり4度目の総合優勝を達成した。同年4月にコニカミノルタに入社。Hondaに入社した弟の悠太とは初めて別のチームへと進んだ。
- コニカミノルタではルーキーイヤーから主力として活躍し、2014年の東日本実業団対抗駅伝競走大会ではエース区間2区を走り区間賞と大会MVPを獲得している。続く2015年の全日本実業団対抗駅伝競走大会でもエース区間4区を走り区間4位の力走を見せた。同年の全日本実業団ハーフマラソンでは、ハーフマラソン日本歴代10位となる1時間01分12秒を記録し5位入賞した。（日本人2位）
- 2015年4月に行われた金栗四三選抜陸上の5000mの部で弟・悠太と日本人トップ争いを繰り広げ、最終的にはラスト200mでスパートを出し13分41秒04で日本人トップになった。しかしその後は怪我に泣かされ、弟・悠太と共に双子での初の世界陸上出場を夢見たが、悠太は出場したものの啓太は代表になれず、悲願の双子同時出場は叶わなかった。その後の大会も怪我が治らなかった為、相次いで欠場をした。
- 2016年1月、復帰初戦となるニューイヤー駅伝では前年走った花の4区にはチームのセンター宇賀地強が任され、啓太は6区を任されることとなった。総合順位2位こそ守ったものの自身は38分25秒の区間10位となり、トップトヨタ自動車との差は広がりチームもそのまま2位に終わった。
- 同年同月下旬に行われた第21回全国都道府県対抗駅伝では埼玉のふるさとランナーとして出場し、前年悠太が走った3区を任され24分44秒と実業団のチームメートの菊地賢人に4秒競り勝ち、区間3位と復活をアピールした。
- 同年2月に開催された第60回熊日30kmロードレースは1時間30分45秒となり優勝を果たし、完全復活をアピールした。
- 2017年3月31日付で、コニカミノルタを退社。
- 2017年9月、日立物流（現在のロジスティード）に入社。
- 2017年12月3日、第71回福岡国際マラソンにて、初マラソンに挑戦。だが15km手前辺りで先頭集団から脱落、レース後半では大きく失速しまったものの、2時間28分台を記録し、初マラソンながらサブ2.5（2時間半切り）を達成した。
- 2018年3月4日、びわ湖毎日マラソンに出場。前回の福岡国際マラソンからおよそ10分自己ベストを更新。また、サブ2時間20分を達成した。
- 2023年9月26日、前日退社したロジスティードから西日本鉄道に移籍したことが同社より発表された。[6]これにより弟の悠太とは東洋大学卒業以来9年ぶりに同じチームでプレーすることになった。

## 戦績・記録

### 主な戦績
| 年   | 大会                                       | 種目              | 順位                | 記録          | 備考                                     |
| ---- | ------------------------------------------ | ----------------- | ------------------- | ------------- | ---------------------------------------- |
| 2006 | 第14回全国中学校駅伝大会                   | 1区(3.0km)        | 区間3位(区間新)     | 9分10秒       | 弟・悠太4区2位                           |
| 2007 | 平成19年度全国高校駅伝埼玉県予選会         | 3区(8.1075km)     | 区間賞              | 24分28秒      | 弟・悠太4区3位                           |
| 2007 | 第60回関東高等学校駅伝競走大会             | 3区(8.1075km)     | 区間賞              | 24分04秒      | 弟・悠太4区10位                          |
| 2008 | 平成20年度全国高校駅伝埼玉県予選会         | 1区(10.0km)       | 区間2位             | 30分09秒      | 弟・悠太3区2位                           |
| 2008 | 第61回関東高等学校駅伝競走大会             | 1区(10.0km)       | 区間2位             | 29分57秒      | 弟・悠太は3区4位                         |
| 2009 | 第14回全国都道府県対抗男子駅伝競走大会     | 5区(8.5km)        | 区間5位             | 24分49秒      |                                          |
| 2009 | 第44回千葉クロスカントリー大会             | ジュニア男子8000m | 5位                 | 23分38秒      |                                          |
| 2009 | 第23回福岡国際クロスカントリー             | ジュニア男子8km   | 15位                | 24分20秒      |                                          |
| 2009 | 第17回高校駅伝弥彦大会                     | 1区(10.0km)       | 区間賞              | 29分41秒      | 弟・悠太3区3位                           |
| 2009 | 第62回全国高等学校総合体育大会陸上競技大会 | 5000m予選第1組    | 3位                 | 14分21秒11    | 決勝進出                                 |
| 2009 | 第62回全国高等学校総合体育大会陸上競技大会 | 5000m決勝         | 6位                 | 14分02秒62    | 日本人3位                                |
| 2009 | 第64回国民体育大会陸上競技                 | 少年男子10000m    | 4位                 | 28分52秒22    | 日本人3位                                |
| 2009 | 平成21年度全国高校駅伝埼玉県予選会         | 1区(10.0km)       | 区間賞              | 29分35秒      | 全国高校駅伝出場決定 弟・悠太3区で区間賞 |
| 2009 | 第62回関東高等学校駅伝競走大会             | 1区(10.0km)       | 区間2位             | 29分22秒      | 区間賞は同タイムで服部翔大               |
| 2009 | 第60回全国高等学校駅伝競走大会             | 1区(10.0km)       | 区間28位            | 30分38秒      | 弟・悠太3区10位                          |
| 2010 | 第15回全国都道府県対抗男子駅伝競走大会     | 5区(8.5km)        | 区間賞              | 24分38秒      | 弟・悠太4区4位                           |
| 2010 | 第45回千葉クロスカントリー大会             | ジュニア男子8000m | 16位                | 24分26秒      |                                          |
| 2010 | 第24回福岡国際クロスカントリー             | ジュニア男子8km   | 3位                 | 23分32秒      | 日本人2位                                |
| 2010 | 関東インカレ                               | 5000m             | 17位                | 13分59秒08    | 自己ベスト                               |
| 2010 | 関東インカレ                               | 10000m            | 10位                | 29分16秒11    |                                          |
| 2010 | 日本インカレ                               | 5000m             | 9位                 | 14分17秒76    |                                          |
| 2011 | 第16回全国都道府県対抗男子駅伝競走大会     | 3区（8.5km）      | 区間12位            | 24分23秒      | 埼玉県37位                               |
| 2011 | 関東私学五大学対校陸上競技選手権大会       | 5000m             | 優勝                | 14分18秒32    |                                          |
| 2011 | 延岡市春季記録会                           | 5000m             | 2位                 | 13分44秒31    | 自己ベスト、東洋大記録更新               |
| 2011 | 関東インカレ                               | 10000m            | 6位                 | 29分04秒61    |                                          |
| 2011 | 関東インカレ                               | ハーフマラソン    | 18位                | 1時間08分24秒 |                                          |
| 2011 | 関東インカレ                               | 5000m             | 6位                 | 13分59秒16    |                                          |
| 2011 | 日本陸上競技選手権大会                     | 5000m             | 20位                | 14分00秒94    |                                          |
| 2011 | ホクレン・ディスタンスチャレンジ士別       | 10000m            | 2位                 | 28分46秒80    | 自己ベスト、東洋大歴代7位                |
| 2011 | トライアルinいせさき                       | 3000m             | 5位                 | 8分14秒65     |                                          |
| 2011 | 埼玉県実業団長距離記録会                   | 5000m             | 5位                 | 14分07秒48    |                                          |
| 2011 | 香川丸亀国際ハーフマラソン                 | ハーフマラソン    | 14位                | 1時間01分45秒 | 東洋大記録                               |
| 2011 | 福岡国際クロスカントリー大会               | シニア            | 20位                | 31分27秒      | 12km                                     |
| 2012 | 関東インカレ                               | 10000m            | 2位                 | 28分28秒61    | 自己ベスト                               |
| 2013 | 第18回全国都道府県対抗男子駅伝競走大会     | 7区（13.0km）     | 区間4位             | 38分05秒      | 埼玉県4位                                |
| 2013 | 延岡市競技会                               | 10000m            | 優勝                | 27分51秒54    | 自己ベスト、大会新記録                   |
| 2013 | 関東インカレ                               | 10000m            | 5位                 | 28分40秒44    |                                          |
| 2013 | 日本インカレ                               | 5000              | 4位                 | 14分00秒58    |                                          |
| 2014 | 第19回全国都道府県対抗男子駅伝競走大会     | 3区（8.5km）      | 区間5位             | 23分59秒      | 埼玉県2位                                |
| 2014 | 東日本実業団陸上競技選手権大会             | 10000m            | 7位                 | 28分57秒96    |                                          |
| 2014 | 日本陸上競技選手権大会                     | 10000m            | 16位                | 28分50秒61    |                                          |
| 2014 | ホクレン・ディスタンスチャレンジ深川       | 10000m            | 14位                | 28分45秒93    |                                          |
| 2014 | ホクレン・ディスタンスチャレンジ北見       | 5000m             | 8位                 | 13分40秒32    | 自己ベスト                               |
| 2014 | 全日本実業団選手権                         | 10000m            | 14位                | 28分43秒12    |                                          |
| 2015 | 第20回全国都道府県対抗男子駅伝競走大会     | 7区（13.0km）     | 区間7位             | 38分07秒      | 東京都3位                                |
| 2015 | 金栗記念選抜中・長距離熊本大会             | 5000m             | 6位（日本人トップ） | 13分41秒04    |                                          |
| 2016 | 第21回全国都道府県対抗男子駅伝競走大会     | 3区（8.5km）      | 区間3位             | 24分44秒      | 埼玉県3位                                |
| 2016 | 熊日30キロロードレース                     | 30km              | 優勝                | 1時間30分45秒 |                                          |
| 2017 | 福岡国際マラソン                           | マラソン          | 79位                | 2時間28分29秒 |                                          |
| 2018 | 香川丸亀国際ハーフマラソン                 | ハーフマラソン    | 66位                | 1時間04分44秒 |                                          |
| 2018 | びわ湖毎日マラソン                         | マラソン          | 26位                | 2時間18分39秒 |                                          |
| 2018 | 日体大長距離記録会                         | 5000m             | 29組22位            | 14分16秒21    |                                          |
| 2018 | ホクレン・ディスタンスチャレンジ北見       | 10000m            | 6位                 | 28分39秒77    |                                          |
| 2018 | ビレルプラハグランプリ10K                  | 10km              | 23位                | 30分17秒      |                                          |
| 2018 | ウスティ・ハーフマラソン                   | ハーフマラソン    | 17位                | 1時間05分12秒 |                                          |
| 2018 | 日体大長距離記録会                         | 5000m             | 43組16位            | 14分06秒67    |                                          |
| 2019 | 香川丸亀国際ハーフマラソン                 | ハーフマラソン    | 12位                | 1時間02分04秒 |                                          |
| 2019 | 東京マラソン                               | マラソン          | 14位                | 2時間14分41秒 |                                          |
| 2019 | ゴールデンゲームズinのべおか               | 10000m            | 16位                | 29分19秒04    |                                          |
| 2019 | 日体大長距離記録会                         | 5000m             | 15組19位            | 14分11秒44    |                                          |
| 2019 | ホクレン・ディスタンスチャレンジ深川       | 10000m            | B 20位              | 29分39秒25    |                                          |
| 2019 | 福岡国際マラソン                           | マラソン          | 14位                | 2時間14分31秒 |                                          |

### 大学駅伝戦績
| 学年               | 出雲駅伝                    | 全日本大学駅伝                      | 箱根駅伝                         |
| ------------------ | --------------------------- | ----------------------------------- | -------------------------------- |
| 1年生 （2010年度） | 第22回 1区-区間5位 23分27秒 | 第42回 1区-区間賞 42分42秒 歴代5位  | 第87回 2区-区間7位 1時間08分09秒 |
| 2年生 （2011年度） | 第23回 6区-区間5位 30分20秒 | 第43回 1区-区間7位 43分47秒         | 第88回 2区-区間2位 1時間08分04秒 |
| 3年生 （2012年度） | 第24回 1区-区間8位 23分39秒 | 第44回 2区-区間3位 37分40秒 歴代5位 | 第89回 2区-区間3位 1時間10分29秒 |
| 4年生 （2013年度） | 第25回 6区-区間2位 29分59秒 | 第45回 8区-区間5位 59分06秒         | 第90回 5区-区間賞 1時間19分16秒  |

### 実業団駅伝戦績
| 年度                   | 大会                               | 所属           | 区間     | 区間順位 | 記録          | 総合順位           |
| ---------------------- | ---------------------------------- | -------------- | -------- | -------- | ------------- | ------------------ |
| 2014年度 （入社1年目） | 第55回東日本実業団対抗駅伝競走大会 | コニカミノルタ | 2区      | 区間賞   | 45分55秒      | コニカミノルタ優勝 |
| 2014年度 （入社1年目） | 第59回全日本実業団対抗駅伝競走大会 | コニカミノルタ | 4区      | 区間4位  | 1時間03分23秒 | コニカミノルタ2位  |
| 2015年度 （入社2年目） | 第56回東日本実業団対抗駅伝競走大会 | コニカミノルタ | 出走なし | 出走なし | 出走なし      | コニカミノルタ4位  |
| 2015年度 （入社2年目） | 第60回全日本実業団対抗駅伝競走大会 | コニカミノルタ | 6区      | 区間10位 | 38分25秒      | コニカミノルタ2位  |
| 2016年度 （入社3年目） | 第57回東日本実業団対抗駅伝競走大会 | コニカミノルタ | 出走なし | 出走なし | 出走なし      | コニカミノルタ7位  |
| 2016年度 （入社3年目） | 第61回全日本実業団対抗駅伝競走大会 | コニカミノルタ | 1区      | 区間28位 | 35分48秒      | コニカミノルタ5位  |
| 2017年度 （移籍1年目） | 第58回東日本実業団対抗駅伝競走大会 | 日立物流       | 5区      | 区間2位  | 23分06秒      | 日立物流4位        |
| 2017年度 （移籍1年目） | 第62回全日本実業団対抗駅伝競走大会 | 日立物流       | 7区      | 区間16位 | 48分46秒      | 日立物流21位       |
| 2018年度 （移籍2年目） | 第59回東日本実業団対抗駅伝競走大会 | 日立物流       | 7区      | 区間11位 | 38分53秒      | 日立物流10位       |
| 2018年度 （移籍2年目） | 第63回全日本実業団対抗駅伝競走大会 | 日立物流       | 3区      | 区間19位 | 39分21秒      | 日立物流18位       |
| 2019年度 (移籍3年目)   | 第60回東日本実業団対抗駅伝競走大会 | 日立物流       | 3区      | 区間4位  | 48分01秒      | 日立物流6位        |
| 2019年度 (移籍3年目)   | 第64回全日本実業団対抗駅伝競走大会 | 日立物流       | 4区      | 区間28位 | 1時間06分24秒 | 日立物流21位       |
| 2020年度 (移籍4年目)   | 第61回東日本実業団対抗駅伝競走大会 | 日立物流       | 3区      | 区間賞   | 47分41秒      | 日立物流5位        |
| 2020年度 (移籍4年目)   | 第65回全日本実業団対抗駅伝競走大会 | 日立物流       | 4区      | 区間11位 | 1時間05分24秒 | 日立物流4位        |
| 2021年度 (移籍5年目)   | 第62回東日本実業団対抗駅伝競走大会 | 日立物流       | 出走なし | 出走なし | 出走なし      | 日立物流3位        |
| 2021年度 (移籍5年目)   | 第66回全日本実業団対抗駅伝競走大会 | 日立物流       | 6区      | 区間15位 | 37分32秒      | 日立物流10位       |
| 2022年度 (移籍6年目)   | 第63回東日本実業団対抗駅伝競走大会 | 日立物流       | 7区      | 区間2位  | 37分44秒      | 日立物流3位        |
| 2022年度 (移籍6年目)   | 第67回全日本実業団対抗駅伝競走大会 | 日立物流       | 7区      | 区間18位 | 47分23秒      | 日立物流12位       |
| 2023年度 (移籍1年目)   | 第60回九州実業団毎日駅伝競走大会   | 西日本鉄道     | 7区      | 区間11位 | 49分41秒      | 西日本鉄道9位      |
| 2023年度 (移籍1年目)   | 第68回全日本実業団対抗駅伝競走大会 | 西日本鉄道     | 3区      | 区間41位 | 45分57秒      | 西日本鉄道41位     |
| 2024年度 (移籍2年目)   | 第61回九州実業団毎日駅伝競走大会   | 西日本鉄道     | 出走なし | 出走なし | 出走なし      | 西日本鉄道8位      |
| 2024年度 (移籍2年目)   | 第69回全日本実業団対抗駅伝競走大会 | 西日本鉄道     | 3区      | 区間16位 | 44分25秒      | 西日本鉄道22位     |

### 自己ベスト
| 種目           | 記録          | 年            | 大会                                 | 備考            |
| -------------- | ------------- | ------------- | ------------------------------------ | --------------- |
| 3000m          | 8分07秒12     | 2012年7月12日 | トライアルinいせさき                 |                 |
| 5000m          | 13分40秒32    | 2014年7月2日  | ホクレン・ディスタンスチャレンジ北見 |                 |
| 10000m         | 27分51秒54    | 2013年5月11日 | ゴールデンゲームズinのべおか         | 日本学生歴代7位 |
| ハーフマラソン | 1時間01分12秒 | 2015年2月1日  | 香川丸亀国際ハーフマラソン           | 日本歴代13位    |
| 30km           | 1時間29分55秒 | 2013年2月17日 | 熊日30キロロードレース               |                 |
| マラソン       | 2時間12分13秒 | 2020年3月1日  | 東京マラソン                         |                 |